# Script (psicologia)
In ambito psicologico lo script (in italiano "copione") è la conoscenza che abbiamo di certi eventi che si ripetono sempre uguali. Per esempio, se conosco lo script della festa di compleanno, so che ci sarà una torta, degli invitati, dei regali e la canzone Tanti auguri a te. Gli script hanno un valore euristico, in quanto permettono di ridurre il carico cognitivo in caso di eventi conosciuti.

## Nei bambini
Per i bambini gli script sono fondamentali, poiché permettono di crearsi delle aspettative e di capire il corso di eventi, che altrimenti risulterebbero incomprensibili e spiazzanti. Gli script dunque fungono da guida nella vita dei bambini, così come degli adulti. Nel corso della lettura gli script sono fondamentali per il bambino, poiché attraverso la possessione di molteplici script può facilmente capire il testo che sta leggendo. Per fare in modo che il bambino entri in possesso di un gran numero di script, è necessario che faccia molte esperienze diverse e ripetute (fare la spesa con la mamma o il papà, andare al parco, uscire con la pioggia, andare in bici, fare il bagno al mare, ecc.).